# Erg d'Admer
Erg d'Admer är en sandöken i Algeriet.   Den ligger i provinsen Illizi, i den sydöstra delen av landet, 1 500 km söder om huvudstaden Alger.